# EVER SPORTS
『EVER SPORTS』（エヴァー スポーツ）は、東北放送（TBCテレビ）で放送されていたスポーツ情報番組である。通称『エヴァスポ』。2011年4月12日放送開始。プロ野球シーズン期間中のみ放送で、2011年度の放送は4月12日 - 10月10日まで、2012年度の放送は3月30日 - 10月5日まで、2013年度の放送は3月29日 - 10月18日まで実施。

## 概要
2011年3月まで同局で放送されていた『ピンすぽ!』に代わるスポーツ情報番組で、宮城県のプロスポーツチームである東北楽天ゴールデンイーグルス、ベガルタ仙台（2012年からはベガルタ仙台レディースも加わる）、仙台89ersの週末あるいはその日に行われた試合速報や情報を伝えている。
題名のEVERは、"E" は東北楽天ゴールデンイーグルスのE、"V" はベガルタのV、"ER" は89ersのerから取っている。
2011年度にはKスタ宮城やユアスタの実況席、ロード/アウェーゲームはTBCの副調整室で収録を行っていたが、楽天戦ロードゲームについては2011年6月から通常のスタジオからの放送を実施していた。
野球に関しては、Kスタで試合の際にはラジオ中継の実況・解説（テレビ中継があった場合はテレビの実況・解説）がそのまま担当。MCの高以亜希子が進行する形式だった。
2012年度には、仙台・TBC本社スタジオでMCのアナウンサーと解説者の2人で進行する形式になった。月曜にはサッカー解説者が、火曜 - 金曜には野球解説者が登場。楽天戦では、その日のKスタでの実況担当者と解説者がTBC本社に戻って試合を振り返っていた。
2013年度には新たに江利塚たまみがMCに就任し、専門キャスターを迎える形式へと移行した。
その他のスポーツ情報については、『Nスタみやぎ』のスポーツニュースと同じ内容を伝える。
楽天戦やベガルタ戦が無い日には、エヴァスポ独自企画を放送する。
2012年度と2013年度は月曜 - 木曜限定かつ『河北新報ニュース』とのオムニバス形式として『EVER SPORTS&河北新報ニュース』のタイトルで放送していた。
2012年10月からは、『ウォッチン!プラス 絆みやぎ』にて「エヴァスポプラス」として週末のスポーツ情報を伝えている（コーナーの形式は『ウォッチン!みやぎ』のスポーツコーナーと同じ）。
2013年からは『EVER SPORTSスペシャル』として、東北楽天ゴールデンイーグルスやベガルタ仙台レディースの試合を中継していた。
2014年5月7日より毎週水曜19:00 - 19:56の枠で『地元スポーツ応援団スポッち!』が放送開始となるためにEVER SPORTSは2013年をもって終了となった。

## 放送時間
- 2011年度
  - 月曜 - 木曜 23:50 - 24:05 (JST)
  - 金曜 24:15 - 24:30 (JST)
- 2012年度
  - 月曜 - 木曜 23:45 - 24:00 (JST)[2][3]
  - 金曜 24:15 - 24:30 (JST)[4][5][6]
- 2013年度
  - 月曜 - 木曜 23:53 - 24:08 (JST)
  - 金曜 24:15 - 24:30 (JST)

## 出演者
番組終了時

### MC
- 江利塚たまみ - 2000年代にも仙台で活動していたが、2010年から2013年2月にかけては出身地の青森県のビーエフエムのラジオパーソナリティなどをしていた。江利塚にとっては仙台での復帰番組となった。

### 専門キャスター
野球
- 草野大輔
- 山村宏樹

サッカー
- 平瀬智行（2012年 - ）

### 過去のMC
- 高以亜希子（仙台SOSモデルエージェンシー所属タレント、2011年） - 高以は1998年のカネボウの水着キャンペーンガールと同時期にTBCのキャンペーンCMにも登場しており、それ以来のTBCの仕事だった。

TBCスポーツアナウンサー（2012年）
- 松尾武
- 飯野雅人
- 守屋周
- 伊藤晋平（2012年7月 - 10月）
- 佐藤修（TBCスポーツ部部長）

### 過去の解説
野球（いずれもTBC野球解説者）
- 佐々木信行（2011年 - 2012年）
- 杉山賢人（2011年 - 2012年）
- 松本匡史（2011年 - 2012年）
- 高橋雅裕（2012年）

サッカー
- 鈴木武一（スカパー!サッカー解説者、2011年 - 2012年）
- 千葉直樹（2012年）